# Таллоци, Лайош
Лайош Таллоци (Таллочи, венг. Thallóczy Lajos, урождённый Строммер, нем. Strommer; 8 декабря 1857, Кошице, Королевство Венгрия — 1 декабря 1916, Херцегхалом, Пешт) — венгерский историк, архивист и государственный деятель. Является специалистом по истории венгерской экономики и основоположником венгерской балканистики. Автор трудов по средневековой истории Болгарии, Хорватии и Боснии. Опубликовал ряд документов по истории Хорватии и Боснии. Помощник редактора журналов «Столетия» и «Архивный бюллетень», редактор журнала «Венгерский стенограф».

## Биография
Родился 8 декабря 1857 года в Кошице. Произошёл из мадьяризировавшейся католической немецкой чиновничьей семьи. До 1877 года носил фамилию Строммер. Сын финансового служащего Бенедека Строммера (Benedek Strommer) и учительницы Маргит (Margit), урожденной Уль (Uhl).
С самых юных лет он проявлял исключительный интерес к вопросам исторических и архивных исследований. 
Окончил гимназию в городе Буда. Затем с 1875 года изучал историю и с 1877 года юриспруденцию в Будапештском университете. Публикует первые очерки по археологии и истории. В 1878 году получил докторскую степень. В 1879 году проходит хабилитацию по венгерской финансовой и экономической истории.
Отметив его интересы, сочетавшиеся с большой эрудицией в области истории и прекрасными знаниями иностранных языков, первый руководитель реорганизованного в 1874 году Венгерского национального архива Дьюла Паулер (1841—1903), сам выдающийся историк, принял его на работу в архиве в 1877 году. За всю службу в архиве Таллоци энергично поддерживал стремления Паулера к модернизации архивного дела и раскрытию хранящегося и за рубежом архивного материала, касающегося истории Венгрии.
Благодаря своим знаниям славянских языков и глубокой осведомлённости об условиях и вопросах Балкан, он познакомился с министром финансов Австро-Венгрии Бени Каллаи. Был его близким другом и биографом. По его рекомендации Таллоци в 1885 году принят вспомогательным директором (Hilfsamtsdirektor) в общее министерство финансов Австро-Венгрии, с 1887 года — директор Финансового архива (Hofkammerarchiv). В 1892 году также стал директором нового Финансового архива (Finanzarchiv), преобразованного из так называемого «Mittleres Archiv» Финансового архива. И на этом посту Таллоци сохранял тесные связи с Паулером и с кругами венгерских историков и свои высокие связи (в 1896 году ему уже пожалован титул тайного советника — Hofrat, HR) он всегда использовал в интересах благоприятного разрешения проблем, стоявших перед Венгерским национальным архивом, в частности выбора соответствующего преемника Паулера на посту руководителя архива, а затем и в деле строительства нового здания архива.
С 1901 года — начальник департамента по делам Боснии и Герцеговины общего министерства финансов Австро-Венгрии. Отвечал за вопросы религии и образования в Боснии и Герцеговине до Первой мировой войны. Последовательно продвигал расширение начального образования, но выступал против увеличения количества средних школ и открытия Сараевского университета. Таллоци считают инициатором создания Института балканских исследований в Боснии и Герцеговине и постройки нового здания Национального музея Боснии и Герцеговины.
С 1891 года читал лекции в Терезиануме и Консульской академии. С 1906 года — профессор. Как историк он за десять лет исследовательской работы создал значительный массив источников по истории Боснии из более чем ста отечественных и зарубежных архивов и библиотек. Таллоци закрепил официальную интерпретацию истории Боснии и Герцеговины, официально введённую в начальные школы в 1893 году, и сделал её широко известной обзором в томе «Австро-Венгерской монархии в описаниях и иллюстрациях», посвященном Боснии и Герцеговине (том 22, 1901). Ему принадлежит заслуга открытия памятников времён распространение секты богомилов. Таллоци как редактор опубликовал масштабную серию «Magyarország melléktartományainak oklevéltára», посвящённую средневековым отношениям Венгрии с южными соседями. В его проекте участвовал ряд венгерских историков, слависты Венского университета и славистских институтов. С 1895 года систематически работал над албанской историей. После создания Албании в 1912 году опубликовал с Константином Иречеком и Миланом Шуфлаем исследование по истории средневековой Албании Acta et diplomata res Albaniae mediae aetatis illustrantia в двух томах.
Исследовал отношения Венгрии и России. Таллоци совершил путешествие по России в 1882—1883 годах с целью ознакомления с хозяйственной и промышленной жизнью страны и возможностями для венгерско-российских торговых контактов. Совершить путешествие позволил его покровитель, министр, граф Габор Кемень. За время своего путешествия он посетил Одессу, Киев, Москву и другие города, в том числе в Крыму и на Кавказе. Побывал в Киеве в 1883 году, и тогда его поразило большое количество церквей в городе. Киев напоминал ему Эстергом. Посещение Киева стало для Таллоци поводом для критических рассуждений о чертах характера и поведении русского народа и порядках, установившихся в России:
Суровая полиция и ещё более суровые правила сделали свое дело: этот чрезвычайно шумный народ приучился молчать. Они живут в большой нужде и при этом им ещё надо молчать.
Второй раз Таллоци приехал в Киев в 1913 году.
В 1884 году издал книгу «Россия и наше отечество», в которой в виде очерков сообщает впечатления от путешествия по России. Таллоци сообщает данные о хозяйстве, промышленности, торговле, культуре и политике:
Для нас, мадьяр, один из самых важных соседей — Российское государство. О России и её обществе никогда нельзя довольно написать на мадьярском языке: будь это вопросы исторические, политические, экономические или литературные. Узнать основательно условия этой страны — это наш первостатейный интерес.
Таллоци рисует картину существовавшей в России социальной несправедливости, нищеты и пьянства, соседствующих с роскошью. При этом Таллоци сообщает:
То, что мы сейчас рассказали о русском обществе, сами русские нимало не отрицают. Писатели в своих романах, журналисты в своих изданиях, образованные люди в своих салонах раскрывают пороки общества и искренне насмехаются над ними.
Играл заметную роль в продвижении Австро-Венгрии на Балканы и усиления её влияния на международной арене. Считал, что венграм выгодно усиление монархии.
Начиная с 1875 года Венгрия предпринимала попытки разделить архивные фонды между двумя частями империи; они не увенчались успехом, но политические баталии мешали научной работе Финансового архива. Спор из-за архивов пошатнул положение Таллоци в Вене. В июне 1914 года наследник престола Австро-Венгрии Франц Фердинанд потребовал уволить Таллоци с должности директора Финансового архива.
Член-корреспондент Венгерской академии наук с 1883 года, действительный член с 1895 года. В 1875—1885 годах — помощник секретаря и в 1913—1916 годах — президент Венгерского исторического общества.
Во время Первой мировой войны премьер-министр Венгрии Иштван Тиса добился назначения Таллоци гражданским губернатором оккупированной Сербии при генерал-губернаторе Иоганне фон Залис-Зевисе. Тиса выступал против ликвидации Сербии и аннексии её территорий. Задачей Таллоци было представление венгерских интересов и противодействие военной администрации. Таллоци прибыл в Белград 17 января 1916 года.

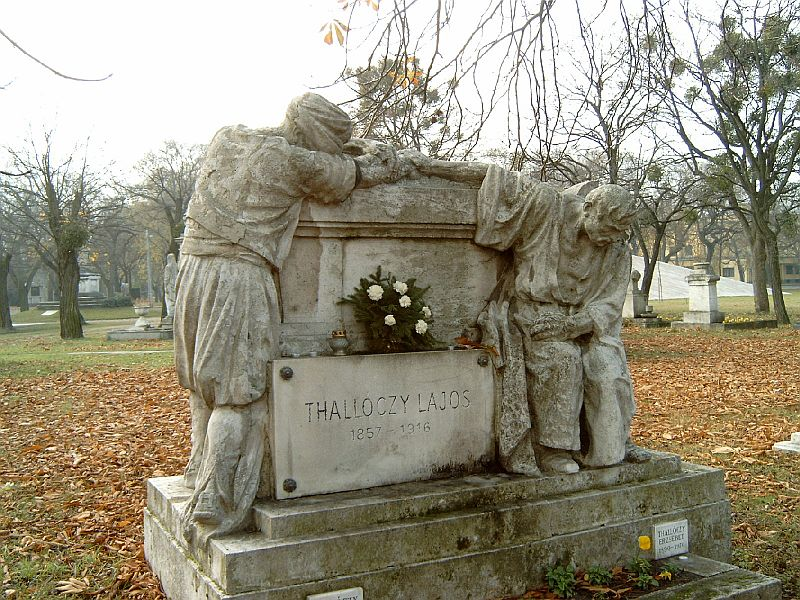
Могила Таллоци на кладбище Керепеши в Будапеште

Возвращаясь с похорон императора Франца Иосифа, Таллоци погиб 1 декабря 1916 года на станции Херцегхалом в результате железнодорожной катастрофы. Похоронен на кладбище Керепеши в Будапеште.

## Память

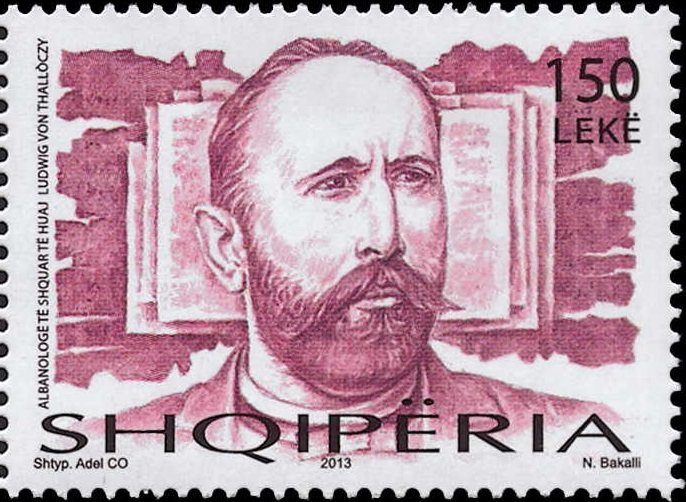
Л. Таллоци на почтовой марке Албании. 2013

В его честь назван европейский столовый сорт белого винограда Таллоци Лайош. Сорт создал венгерский виноградарь Янош Матяш (1838—1921) в 1911 году. Исследования ДНК в 2013 году показали, что Таллоци Лайош получен от скрещивания Муската александрийского и французского сорта Сицилийский. Последний получен при скрещивании Бикана и французского сорта Паскаль-блан.
Библиотека рукописей Национальной библиотеки имени Сеченьи хранит наследие Лайоша Таллоци, в котором, помимо официальных документов, касающихся его семьи и личности, есть письма, адресованные ему 1124 лицами, и почти 9000 документов.
В 2017 году опубликована книга «Дорогой Лайош!» («Kedves Lajosom!»), которая содержит переписку Таллоци с Дезо Чанки в 1879—1916 годах. Учёных связывали тесные отношения. Таллоци считал Денеша Чанки (1885—1972) своим сыном и помогал ему в его профессиональном продвижении.